# سیارک ۲۰۵۲۶
سیارک ۲۰۵۲۶ (به انگلیسی: 20526 Bathompson، نامگذاری:1999RZ45) بیست هزار و پانصد و بیست و ششمین سیارک کشف شده‌است که در ۷ سپتامبر ۱۹۹۹ کشف شد.
قدر مطلق سیارک برابر ۱۱.۷ است.